# 표준 공제
미국 조세법에서 표준 공제(영어: Standard deduction)는 항목별 공제를 하지 않는 납세자가 소득세(급여세와 같은 다른 종류의 세금은 제외)가 적용되기 전에 소득에서 공제할 수 있는 금액이다. 납세자는 항목별 공제 또는 표준 공제 중 하나를 선택할 수 있지만, 보통 납부할 세액이 더 적은 쪽을 선택한다. 표준 공제는 미국 시민권자 또는 거주 외국인에게 적용된다. 표준 공제는 신고 지위에 따라 달라지며, 전년도 인플레이션 측정치에 따라 매년 증가하는 경향이 있다. 미국에 거주하는 비거주 외국인에게는 적용되지 않는다(몇 가지 예외가 있는데, 예를 들어 F1 비자 신분의 인도 학생은 표준 공제를 사용할 수 있다). 맹인이거나 65세 이상인 사람에게는 추가 금액이 적용된다.
표준 공제는 개인 면제와는 다르며, 개인 면제는 감세 및 일자리법에 의해 2018년부터 2025년까지의 과세 연도에 대해 $0으로 설정되었다.

## 연방 표준 공제
해당 연방(각 주마다 주 소득세에 대한 금액이 다름) 기본 표준 공제 금액은 최근 과세 연도에 대해 다음과 같다.
|                | 신고 지위 | 신고 지위      | 신고 지위      | 신고 지위        | 신고 지위 |
| 연도           | 단독      | 부부 개별 신고 | 부부 합산 신고 | 적격 생존 배우자 | 세대주    |
| -------------- | --------- | -------------- | -------------- | ---------------- | --------- |
| 2025 OBBB 이후 | $15,750   | $15,750        | $31,500        | $31,500          | $23,625   |
| 2025           | $15,000   | $15,000        | $30,000        | $30,000          | $22,500   |
| 2024           | $14,600   | $14,600        | $29,200        | $29,200          | $21,900   |
| 2023           | $13,850   | $13,850        | $27,700        | $27,700          | $20,800   |
| 2022           | $12,950   | $12,950        | $25,900        | $25,900          | $19,400   |
| 2021           | $12,550   | $12,550        | $25,100        | $25,100          | $18,800   |
| 2020           | $12,400   | $12,400        | $24,800        | $24,800          | $18,650   |
| 2019           | $12,200   | $12,200        | $24,400        | $24,400          | $18,350   |
| 2018           | $12,000   | $12,000        | $24,000        | $24,000          | $18,000   |
| 2017           | $6,350    | $6,350         | $12,700        | $12,700          | $9,350    |
| 2016           | $6,300    | $6,300         | $12,600        | $12,600          | $9,300    |
| 2015           | $6,300    | $6,300         | $12,600        | $12,600          | $9,250    |
| 2014           | $6,200    | $6,200         | $12,400        | $12,400          | $9,100    |
| 2013           | $6,100    | $6,100         | $12,200        | $12,200          | $8,950    |
| 2012           | $5,950    | $5,950         | $11,900        | $11,900          | $8,700    |
| 2011           | $5,800    | $5,800         | $11,600        | $11,600          | $8,500    |
| 2010           | $5,700    | $5,700         | $11,400        | $11,400          | $8,400    |
| 2009           | $5,700    | $5,700         | $11,400        | $11,400          | $8,350    |
| 2008           | $5,450    | $5,450         | $10,900        | $10,900          | $8,000    |
| 2007           | $5,350    | $5,350         | $10,700        | $10,700          | $7,850    |
| 2006           | $5,150    | $5,150         | $10,300        | $10,300          | $7,550    |

### 특정 경우의 기타 표준 공제
다음 조건 중 하나라도 충족하면 표준 공제가 기본 표준 공제보다 높을 수 있다.
- 납세자가 65세 이상인 경우.[23]
- 납세자의 배우자가 65세 이상인 경우.[24]
- 납세자가 맹인인 경우 (일반적으로 교정 시력이 20/200 미만이거나 "시야의 극심한 제한"이 있는 것으로 정의됨).[25]
- 납세자의 배우자가 맹인인 경우 (위 정의 참조).[26]

각 해당 조건에 대해 납세자는 표준 공제에 1,500달러를 추가한다 (2023년 기준). 그러나 적격 생존 배우자가 아닌 미혼 개인의 경우 추가 공제는 1,850달러이다.
부양가족의 경우, 표준 공제는 근로 소득(즉, 임금, 급여 또는 팁과 같은 서비스에 대한 보상)에 특정 금액(2023년 기준 400달러)을 더한 것과 같다. 부양가족의 표준 공제는 비부양가족의 기본 표준 공제보다 많거나 특정 최소 금액(2023년 기준 1,250달러)보다 적을 수 없다.
다음 예를 고려해보자:
| 납세자                              | 2023년 표준 공제                                 |
| ----------------------------------- | ------------------------------------------------ |
| 70세 독신 개인                      | $13,850 + $1,850 = $15,700                       |
| 40세 맹인 독신 개인                 | $13,850 + $1,850 = $15,700                       |
| 78세와 80세 부부, 한 명은 맹인      | $27,700 + $1,500 + $1,500 + $1,500 = $32,200     |
| 2023년에 200달러를 버는 부양가족    | $1,250 (부양가족의 최소 표준 공제)               |
| 2023년에 6,000달러를 버는 부양가족  | $6,000 + $400 = $6,400                           |
| 2023년에 18,000달러를 버는 부양가족 | $13,850 (2023년 단독 신고 지위의 최대 표준 공제) |